# Carson Mansion

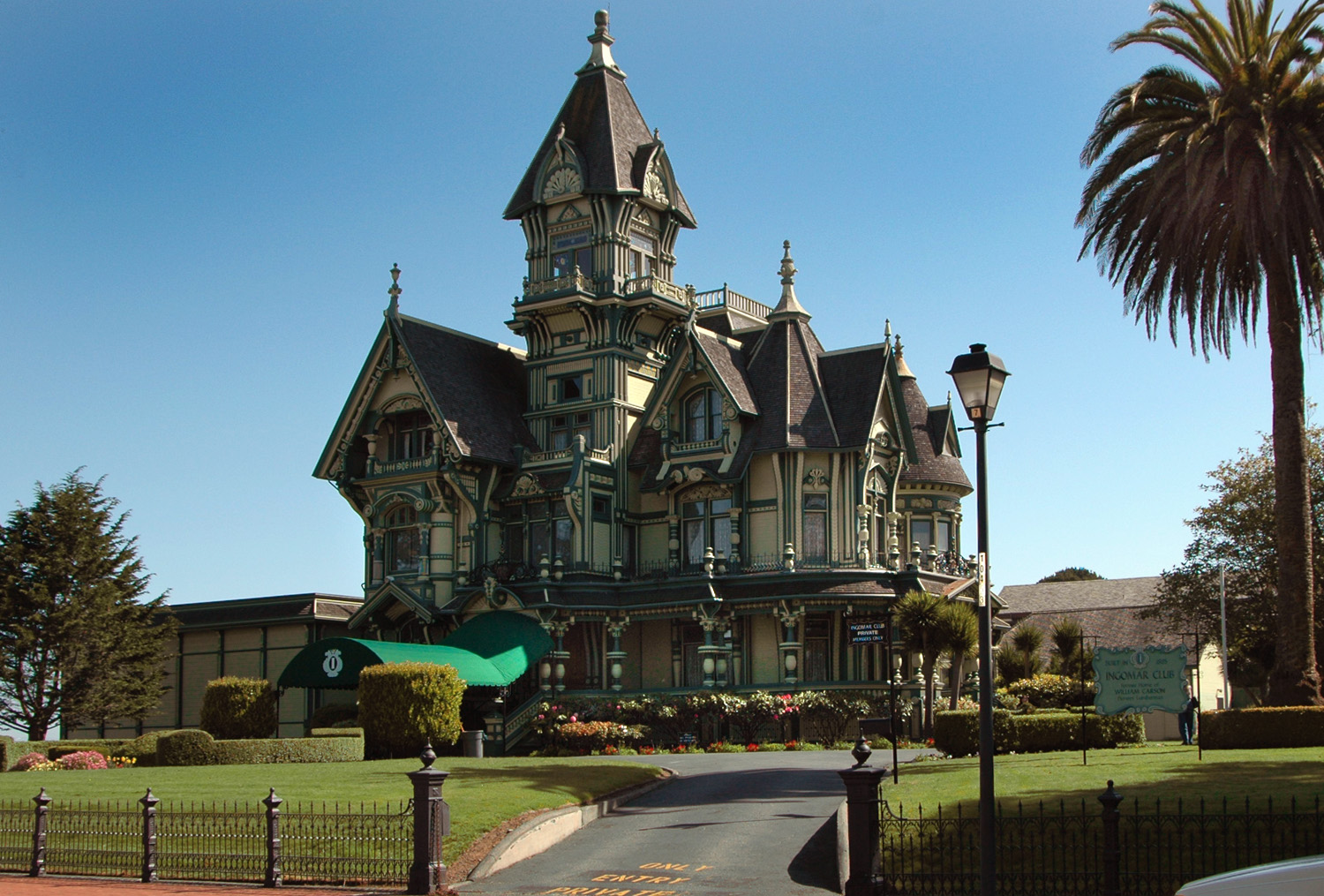
Carson Mansion

De Carson Mansion is een Victoriaanse villa in Eureka in het noordwesten van de Amerikaanse staat Californië. Het huis is ontworpen in Queen Anne-stijl en wordt beschouwd als een van de meest extravagante monumenten in de regio North Coast van Californië.
Het gebouw is ontworpen door de architecten Samuel en Joseph Cather Newsom uit San Francisco en werd tussen 1884 en 1885 neergezet in opdracht van de houtbaron William Carson (1825-1912). De Carson Mansion is opgetrokken in sequoiahout dat als steen is beschilderd en is tot 1950 in bezit geweest van de Carson-familie, waarna het verkocht is aan de privé-club The Ingomar. De Carson Mansion komt in aanmerking voor een plek in het National Register of Historic Places, maar de Ingomar club wil geen invloed van buitenaf. De mansion is zodoende niet toegankelijk voor publiek.
De oppervlakte van het huis bedraagt 1510 m² en de villa bestaat uit 18 kamers, verspreid over drie verdiepingen en een toren.